# Národní památka Hanford Reach
Národní památka Hanford Reach (angl. Hanford Reach National Monument) je americká národní památka ve státě Washington. V roce 2000 byla vytvořena z toho, co bylo ochranným pásem okolo nukleárního komplexu Hanford. Oblast byla nezasažená zemědělstvím od roku 1943, kdy byl v oblasti vybudován tajný nukleární komplex jako součást projektu na výrobu jaderných zbraní. 
Památka je pojmenovaná po Hanford Reach, což je poslední sekce volného proudu řeky Columbie. Bývalý prezident Bill Clinton památku vytvořil na základě svého prezidentského dekretu. Mnohé kmeny původních obyvatel využívaly v minulosti tuto oblast k lovu a sběru surovin.
Geograficky je součástí Columbijské náhorní plošiny, vytvořené tokem čedičové lávy a erozí vody. Zdejší křovinatá krajina je drsná a suchá, naprší zde pouze okolo 250 mm srážek za rok. Žije zde široká škála rostlin a zvířat, Hanford Reach nabízí jedno z nejlepších míst pro tření lososů. 48 neobvyklých či ohrožených druhů zde našlo své působiště, stejně jako několik druhů hmyzu, které nikde jinde na Zemi nenajdeme.

## Divoká zvěř
V národní památce se nachází dva typy prostředí: poušť a řeka. Ostrovy, peřeje a štěrkové lavice nabízejí podporu pro čtyřicet tři druhů ryb. Tře se zde velké množství lososů čavyča. Ohrožené druhy těchto lososů a také pstruhů duhových využívá místo k migraci.
Ve Fitzner-Eberhardt Arid Lands Ecology Reserve, rezervaci, která je součástí památky, žije velké množství jelenů wapiti. Počet jedinců ve stádech se liší podle ročního období. Na jaře a v létě zde žije průměrně 150 jedinců, na podzim 350 a v zimě až 670. Archeologové věří, že wapitiové se v oblasti nachází již 10 tisíc let. V polovině devatenáctého století ale mnoho druhů v oblasti vymřelo. Wapiti Nelsonův byl přinesen zpátky ve třicátých letech dvacátého století.
Suchá pouštní část památky je domovem dvaačtyřiceti druhů savců. Nejvíce se zde vyskytují myšovití, konkrétně křečci američtí, reithrodontomys megalotis a křeček hmyzožravý. Velcí savci jako rysové červení, pumy americké a jezevci se zde vyskytují v menších počtech.

## Nukleární rezervace
Hanford Reach je domovem devíti nukleárních reaktorů, z nichž je nejznámějším reaktor B. Byl zkonstruován ve třinácti měsících druhé světové války jako první reaktor plného rozsahu na světě. Plutonium z reaktoru bylo poprvé použito při zkouškách bomb v Novém Mexiku a o měsíc později jako součást bomby Fat Man, která byla shozena na Nagasaki. Důležitost reaktoru vedla k mnoha vyznamenáním, je Národní historickou mechanickou památkou, Nukleární historickou památkou, Národní historickou památkou a patří do Národního registru historických míst.

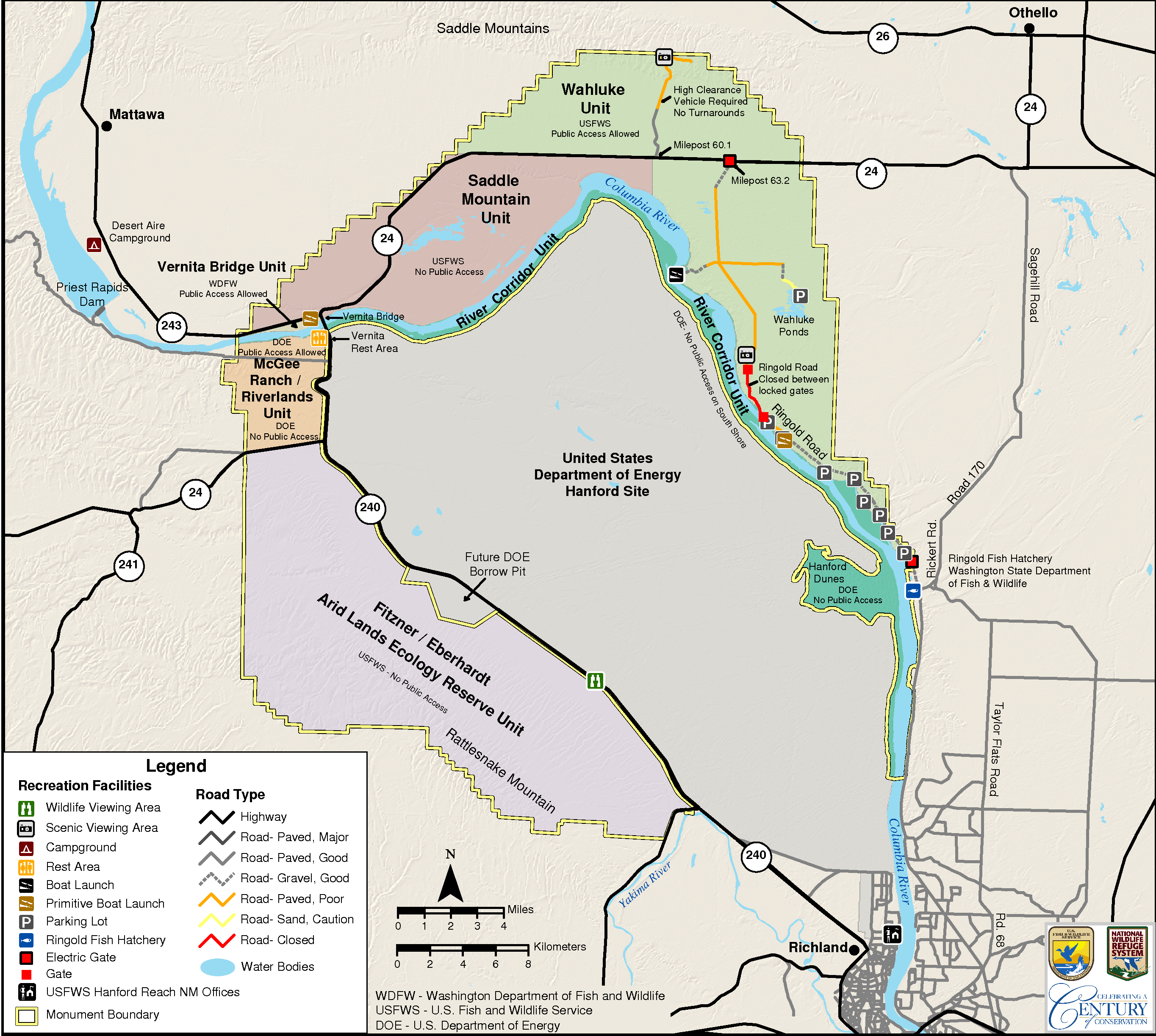
Mapa památky.

## Využití
Památka je otevřena od dvou hodin před svítáním do dvou hodin po setmění. Některé části jsou přístupné veřejnosti, jiné ne:
- Fitzner-Eberhardt Arid Lands Ecology Reserve – přístupno k účelům ekologického výzkumu, zavřeno veřejnosti.
- Columbia River Corridor – vodní plocha a břehy řeky jsou přístupné veřejnosti.
- McGee Ranch and Riverlands – půda denně využívaná člověkem.
- Saddle Mountain National Wildlife Refuge – přístupno k účelům ekologického výzkumu, zavřeno veřejnosti.
- Vernita Bridge – otevřeno veřejnosti.
- Wahluke Slope – otevřeno veřejnosti.